# Jonathan dos Santos (calciatore 1990)
Jonathan dos Santos Ramírez (Monterrey, 26 aprile 1990) è un calciatore messicano, centrocampista dell'América.

## Biografia
È figlio dell'ex calciatore Gerardo dos Santos e ha due fratelli più grandi, Éder e Giovani, anch'essi calciatori.

## Carriera

### Club
Cresciuto nelle giovanili del Barcellona, inizialmente ha fatto parte della squadra delle riserve, il Futbol Club Barcelona Atlètic. Il 2 gennaio 2010 esordisce nella Primera División nella partita, al Camp Nou, contro il Villarreal. Il 9 luglio 2014 passa al Villarreal. Il 21 dicembre dos Santos segna il suo primo gol Liga nella vittoria per 3-0 contro il Deportivo La Coruna. Il 28 luglio 2017 passa al Los Angeles Galaxy, dove trova suo fratello Giovani dos Santos. Dopo aver vagato, dall’inizio della sua carriera in giro per il mondo, al termine del suo contratto con i Los Angeles Galaxy fa ritorno in Messico, accasandosi al Club América, uno dei club più importanti del massimo campionato messicano.

### Nazionale
Il 30 settembre 2009 debutta con la nazionale di calcio messicana durante un incontro amichevole contro la Colombia. Jonathan è stato lasciato fuori dai 23 convocati del Messico per la Coppa del Mondo FIFA 2010. Nel maggio 2011, Jonathan è stato lasciato fuori dalla Gold Cup. Il 24 maggio 2011 è stato chiamato a giocare la Coppa America . Il 29 febbraio 2012, è stato chiamato nell'amichevole contro la Colombia, a Miami, in cui il Messico ha perso 0-2.
Nel novembre 2014, dopo un'assenza di due anni con la squadra nazionale, Jonathan è stato chiamato dall'allenatore Miguel Herrera per le amichevoli contro l'Olanda e la Bielorussia, rispettivamente il 12 e il 18 novembre. Nel 2015 viene convocato nelle amichevoli contro l'Ecuador, Paraguay, Costa Rica e Honduras e nello stesso anno, vince la Gold Cup 2015. Si riconferma, con la nazionale messicana, campione della Gold Cup nel 2019 segnando il gol della vittoria nella finale contro gli Stati Uniti.

## Statistiche

### Presenze e reti nei club
| Stagione                  | Squadra                   | Campionato                | Campionato | Campionato | Coppe nazionali | Coppe nazionali | Coppe nazionali | Coppe continentali | Coppe continentali | Coppe continentali | Altre coppe | Altre coppe | Altre coppe | Totale | Totale |
| Stagione                  | Squadra                   | Comp                      | Pres       | Reti       | Comp            | Pres            | Reti            | Comp               | Pres               | Reti               | Comp        | Pres        | Reti        | Pres   | Reti   |
| ------------------------- | ------------------------- | ------------------------- | ---------- | ---------- | --------------- | --------------- | --------------- | ------------------ | ------------------ | ------------------ | ----------- | ----------- | ----------- | ------ | ------ |
| 2009-2010                 | Barcellona B              | SDB                       | 19         | 1          |                 | -               | -               |                    | -                  | -                  |             | -           | -           | 19     | 1      |
| 2010-2011                 | Barcellona B              | SD                        | 32         | 2          |                 | -               | -               |                    | -                  | -                  |             | -           | -           | 32     | 2      |
| 2011-2012                 | Barcellona B              | SD                        | 30         | 3          |                 | -               | -               |                    | -                  | -                  |             | -           | -           | 30     | 3      |
| Totale Barcellona B       | Totale Barcellona B       | Totale Barcellona B       | 81         | 6          |                 | -               | -               |                    | -                  | -                  |             | -           | -           | 81     | 6      |
| 2009-2010                 | Barcellona                | PD                        | 3          | 0          | CR              | 2               | 0               | UCL                | 1                  | 0                  | SS+SU+Cmc   | 0           | 0           | 6      | 0      |
| 2010-2011                 | Barcellona                | PD                        | 2          | 0          | CR              | 2               | 0               | UCL                | 1                  | 0                  | SS          | 1           | 0           | 6      | 0      |
| 2011-2012                 | Barcellona                | PD                        | 3          | 0          | CR              | 3               | 0               | UCL                | 2                  | 0                  | SS+SU+Cmc   | 0           | 0           | 8      | 0      |
| 2012-2013                 | Barcellona                | PD                        | 3          | 0          | CR              | 3               | 0               | UCL                | 0                  | 0                  | SS          | 0           | 0           | 6      | 0      |
| 2013-2014                 | Barcellona                | PD                        | 3          | 0          | CR              | 0               | 0               | UCL                | 0                  | 0                  | SS          | 0           | 0           | 3      | 0      |
| Totale Barcellona         | Totale Barcellona         | Totale Barcellona         | 14         | 0          |                 | 10              | 0               |                    | 4                  | 0                  |             | 1           | 0           | 29     | 0      |
| 2014-2015                 | Villareal                 | PD                        | 28         | 2          | CR              | 5               | 1               | UEL                | 9                  | 0                  |             | -           | -           | 42     | 3      |
| 2015-2016                 | Villareal                 | PD                        | 26         | 0          | CR              | 2               | 0               | UEL                | 10                 | 1                  |             | -           | -           | 38     | 1      |
| 2016-2017                 | Villareal                 | PD                        | 34         | 2          | CR              | 4               | 0               | UEL                | 8                  | 1                  |             | -           | -           | 46     | 3      |
| Totale Villarreal         | Totale Villarreal         | Totale Villarreal         | 88         | 4          |                 | 11              | 1               |                    | 25                 | 2                  |             |             |             | 126    | 7      |
| ago.-dic. 2017            | Los Angeles Galaxy        | MLS                       | 12         | 1          | USOC            | -               | -               |                    | -                  | -                  |             | -           | -           | 12     | 1      |
| 2018                      | Los Angeles Galaxy        | MLS                       | 23         | 2          | USOC            | -               | -               |                    | -                  | -                  |             | -           | -           | 23     | 2      |
| 2019                      | Los Angeles Galaxy        | MLS                       | 31         | 3          | USOC            | -               | -               |                    | -                  | -                  |             | -           | -           | 31     | 3      |
| 2020                      | Los Angeles Galaxy        | MLS                       | 13         | 0          |                 | -               | -               |                    | -                  | -                  |             | -           | -           | 13     | 0      |
| 2021                      | Los Angeles Galaxy        | MLS                       | 26         | 1          |                 | -               | -               |                    | -                  | -                  |             | -           | -           | 26     | 1      |
| Totale Los Angeles Galaxy | Totale Los Angeles Galaxy | Totale Los Angeles Galaxy | 105        | 7          |                 | -               | -               |                    | -                  | -                  |             |             |             | 105    | 7      |
| 2021-2022                 | América                   | PD                        | 9+2        | 0          | -               | -               | -               | -                  | -                  | -                  | -           | -           | -           | 11     | 0      |
| 2022-2023                 | América                   | PD                        | 23+3       | 1          | -               | -               | -               | -                  | -                  | -                  | LC          | 2           | 0           | 28     | 1      |
| 2023-2024                 | América                   | PD                        | 17+5       | 0          | -               | -               | -               | -                  | -                  | -                  | LC          | 4           | 0           | 26     | 0      |
| Totale Club America       | Totale Club America       | Totale Club America       | 49+10      | 1          |                 | -               | -               |                    | -                  | -                  |             | 6           | 0           | 65     | 1      |
| Totale carriera           | Totale carriera           | Totale carriera           | 349        | 18         |                 | 21              | 1               |                    | 29                 | 2                  |             | 7           | 0           | 406    | 21     |

### Cronologia presenze e reti in nazionale
| Cronologia completa delle presenze e delle reti in nazionale ― Messico | Cronologia completa delle presenze e delle reti in nazionale ― Messico | Cronologia completa delle presenze e delle reti in nazionale ― Messico | Cronologia completa delle presenze e delle reti in nazionale ― Messico | Cronologia completa delle presenze e delle reti in nazionale ― Messico | Cronologia completa delle presenze e delle reti in nazionale ― Messico | Cronologia completa delle presenze e delle reti in nazionale ― Messico | Cronologia completa delle presenze e delle reti in nazionale ― Messico |
| Data                                                                   | Città                                                                  | In casa                                                                | Risultato                                                              | Ospiti                                                                 | Competizione                                                           | Reti                                                                   | Note                                                                   |
| ---------------------------------------------------------------------- | ---------------------------------------------------------------------- | ---------------------------------------------------------------------- | ---------------------------------------------------------------------- | ---------------------------------------------------------------------- | ---------------------------------------------------------------------- | ---------------------------------------------------------------------- | ---------------------------------------------------------------------- |
| 30-9-2009                                                              | Dallas                                                                 | Messico                                                                | 1 – 2                                                                  | Colombia                                                               | Amichevole                                                             | -                                                                      | 72’                                                                    |
| 3-3-2010                                                               | Los Angeles                                                            | Messico                                                                | 2 – 0                                                                  | Nuova Zelanda                                                          | Amichevole                                                             | -                                                                      | 61’                                                                    |
| 17-3-2010                                                              | Torreón                                                                | Messico                                                                | 2 – 1                                                                  | Corea del Nord                                                         | Amichevole                                                             | -                                                                      | 70’                                                                    |
| 26-5-2010                                                              | Friburgo in Brisgovia                                                  | Paesi Bassi                                                            | 2 – 1                                                                  | Messico                                                                | Amichevole                                                             | -                                                                      | 88’                                                                    |
| 30-5-2010                                                              | Bayreuth                                                               | Gambia                                                                 | 1 – 5                                                                  | Messico                                                                | Amichevole                                                             | -                                                                      |                                                                        |
| 29-2-2012                                                              | Miami Gardens                                                          | Messico                                                                | 0 – 2                                                                  | Colombia                                                               | Amichevole                                                             | -                                                                      | 46’                                                                    |
| 12-11-2014                                                             | Amsterdam                                                              | Paesi Bassi                                                            | 2 – 3                                                                  | Messico                                                                | Amichevole                                                             | -                                                                      | 82’                                                                    |
| 18-11-2014                                                             | Barysaŭ                                                                | Bielorussia                                                            | 3 – 2                                                                  | Messico                                                                | Amichevole                                                             | -                                                                      | 80’                                                                    |
| 31-3-2015                                                              | Kansas City                                                            | Messico                                                                | 1 – 0                                                                  | Paraguay                                                               | Amichevole                                                             | -                                                                      | 78’                                                                    |
| 27-6-2015                                                              | Orlando                                                                | Messico                                                                | 2 – 2                                                                  | Costa Rica                                                             | Amichevole                                                             | -                                                                      | 78’                                                                    |
| 1-7-2015                                                               | Houston                                                                | Messico                                                                | 0 – 0                                                                  | Honduras                                                               | Amichevole                                                             | -                                                                      | 76’                                                                    |
| 9-7-2015                                                               | Chicago                                                                | Messico                                                                | 6 – 0                                                                  | Cuba                                                                   | Gold Cup 2015 - 1º turno                                               | -                                                                      | 56’                                                                    |
| 12-7-2015                                                              | Glendale                                                               | Guatemala                                                              | 0 – 0                                                                  | Messico                                                                | Gold Cup 2015 - 1º turno                                               | -                                                                      | 87’                                                                    |
| 15-7-2015                                                              | Charlotte                                                              | Messico                                                                | 4 – 4                                                                  | Trinidad e Tobago                                                      | Gold Cup 2015 - 1º turno                                               | -                                                                      | 66’                                                                    |
| 19-7-2015                                                              | East Rutherford                                                        | Messico                                                                | 1 – 0 dts                                                              | Costa Rica                                                             | Gold Cup 2015 - Quarti di finale                                       | -                                                                      | 111’                                                                   |
| 22-7-2015                                                              | Atlanta                                                                | Panama                                                                 | 1 – 2 dts                                                              | Messico                                                                | Gold Cup 2015 - Semifinale                                             | -                                                                      |                                                                        |
| 26-7-2015                                                              | Filadelfia                                                             | Giamaica                                                               | 1 – 3                                                                  | Messico                                                                | Gold Cup 2015 - Finale                                                 | -                                                                      |                                                                        |
| 13-10-2015                                                             | Toluca de Lerdo                                                        | Messico                                                                | 1 – 0                                                                  | Panama                                                                 | Amichevole                                                             | -                                                                      | 46’                                                                    |
| 16-11-2016                                                             | Panama                                                                 | Panama                                                                 | 0 – 0                                                                  | Messico                                                                | Qual. Mondiali 2018                                                    | -                                                                      |                                                                        |
| 25-3-2017                                                              | Città del Messico                                                      | Messico                                                                | 2 – 0                                                                  | Costa Rica                                                             | Qual. Mondiali 2018                                                    | -                                                                      |                                                                        |
| 27-5-2017                                                              | Los Angeles                                                            | Messico                                                                | 1 – 2                                                                  | Croazia                                                                | Amichevole                                                             | -                                                                      | 46’                                                                    |
| 2-6-2017                                                               | East Rutherford                                                        | Messico                                                                | 3 – 1                                                                  | Irlanda                                                                | Amichevole                                                             | -                                                                      | 58’                                                                    |
| 9-6-2017                                                               | Città del Messico                                                      | Messico                                                                | 3 – 0                                                                  | Honduras                                                               | Qual. Mondiali 2018                                                    | -                                                                      |                                                                        |
| 12-6-2017                                                              | Città del Messico                                                      | Messico                                                                | 1 – 1                                                                  | Stati Uniti                                                            | Qual. Mondiali 2018                                                    | -                                                                      | 77’                                                                    |
| 18-6-2017                                                              | Kazan'                                                                 | Portogallo                                                             | 2 – 2                                                                  | Messico                                                                | Conf. Cup 2017 - 1º turno                                              | -                                                                      |                                                                        |
| 24-6-2017                                                              | Kazan'                                                                 | Messico                                                                | 2 – 1                                                                  | Russia                                                                 | Conf. Cup 2017 - 1º turno                                              | -                                                                      |                                                                        |
| 29-6-2017                                                              | Soči                                                                   | Germania                                                               | 4 – 1                                                                  | Messico                                                                | Conf. Cup 2017 - Semifinale                                            | -                                                                      | 66’                                                                    |
| 2-7-2017                                                               | Mosca                                                                  | Portogallo                                                             | 2 – 1 dts                                                              | Messico                                                                | Conf. Cup 2017 - Finale 3º posto                                       | -                                                                      | 80’                                                                    |
| 5-9-2017                                                               | San José                                                               | Costa Rica                                                             | 1 – 1                                                                  | Messico                                                                | Qual. Mondiali 2018                                                    | -                                                                      |                                                                        |
| 10-10-2017                                                             | San Pedro Sula                                                         | Honduras                                                               | 3 – 2                                                                  | Messico                                                                | Qual. Mondiali 2018                                                    | -                                                                      | 41’ 46’                                                                |
| 10-11-2017                                                             | Bruxelles                                                              | Belgio                                                                 | 3 – 3                                                                  | Messico                                                                | Amichevole                                                             | -                                                                      | 90+1’                                                                  |
| 13-11-2017                                                             | Danzica                                                                | Polonia                                                                | 0 – 1                                                                  | Messico                                                                | Amichevole                                                             | -                                                                      | 74’                                                                    |
| 31-1-2018                                                              | San Antonio                                                            | Messico                                                                | 1 – 0                                                                  | Bosnia ed Erzegovina                                                   | Amichevole                                                             | -                                                                      | 46’                                                                    |
| 29-5-2018                                                              | Pasadena                                                               | Messico                                                                | 0 – 0                                                                  | Galles                                                                 | Amichevole                                                             | -                                                                      | 61’                                                                    |
| 3-6-2017                                                               | Città del Messico                                                      | Messico                                                                | 1 – 0                                                                  | Scozia                                                                 | Amichevole                                                             | -                                                                      | 57’                                                                    |
| 9-6-2018                                                               | Brøndby                                                                | Danimarca                                                              | 2 – 0                                                                  | Messico                                                                | Amichevole                                                             | -                                                                      | 60’                                                                    |
| 2-7-2018                                                               | Samara                                                                 | Brasile                                                                | 2 – 0                                                                  | Messico                                                                | Mondiali 2018 - Ottavi di finale                                       | -                                                                      | 55’                                                                    |
| 7-9-2018                                                               | Los Angeles                                                            | Messico                                                                | 1 – 4                                                                  | Uruguay                                                                | Amichevole                                                             | -                                                                      | 46’                                                                    |
| 27-3-2019                                                              | Santa Clara                                                            | Messico                                                                | 4 – 2                                                                  | Paraguay                                                               | Amichevole                                                             | 1                                                                      |                                                                        |
| 11-6-2019                                                              | Arlington                                                              | Messico                                                                | 3 – 2                                                                  | Ecuador                                                                | Amichevole                                                             | 1                                                                      |                                                                        |
| 19-6-2019                                                              | Denver                                                                 | Messico                                                                | 3 – 1                                                                  | Canada                                                                 | Gold Cup 2019 - 1º turno                                               | -                                                                      | 73’                                                                    |
| 23-6-2019                                                              | Charlotte                                                              | Martinica                                                              | 2 – 3                                                                  | Messico                                                                | Gold Cup 2019 - 1º turno                                               | -                                                                      | 67’                                                                    |
| 29-6-2019                                                              | Houston                                                                | Messico                                                                | 1 – 1 dts (5-4 dtr)                                                    | Costa Rica                                                             | Gold Cup 2019 - Quarti di finale                                       | -                                                                      | 34’ 90’                                                                |
| 3-7-2019                                                               | Glendale                                                               | Haiti                                                                  | 0 – 1 dts                                                              | Messico                                                                | Gold Cup 2019 - Semifinale                                             | -                                                                      | 105’                                                                   |
| 7-7-2019                                                               | Chicago                                                                | Messico                                                                | 1 – 0                                                                  | Stati Uniti                                                            | Gold Cup 2019 - Finale                                                 | 1                                                                      | [ 5 ]                                                                  |
| 10-9-2019                                                              | San Antonio                                                            | Argentina                                                              | 4 – 0                                                                  | Messico                                                                | Amichevole                                                             | -                                                                      |                                                                        |
| 7-10-2020                                                              | Amsterdam                                                              | Paesi Bassi                                                            | 0 – 1                                                                  | Messico                                                                | Amichevole                                                             | -                                                                      | 46’                                                                    |
| 13-10-2020                                                             | L'Aia                                                                  | Algeria                                                                | 2 – 2                                                                  | Messico                                                                | Amichevole                                                             | -                                                                      | 63’                                                                    |
| 27-3-2021                                                              | Cardiff                                                                | Galles                                                                 | 1 – 0                                                                  | Messico                                                                | Amichevole                                                             | -                                                                      | 78’                                                                    |
| 30-3-2021                                                              | Wiener Neustadt                                                        | Costa Rica                                                             | 0 – 1                                                                  | Messico                                                                | Amichevole                                                             | -                                                                      | 68’                                                                    |
| 4-7-2021                                                               | Los Angeles                                                            | Messico                                                                | 4 – 0                                                                  | Nigeria                                                                | Amichevole                                                             | 1                                                                      | 67’                                                                    |
| 10-7-2021                                                              | Arlington                                                              | Messico                                                                | 0 – 0                                                                  | Trinidad e Tobago                                                      | Gold Cup 2021 - 1º turno                                               | -                                                                      | 53’                                                                    |
| 14-7-2021                                                              | Dallas                                                                 | Guatemala                                                              | 0 – 3                                                                  | Messico                                                                | Gold Cup 2021 - 1º turno                                               | -                                                                      | 68’                                                                    |
| 18-7-2021                                                              | Dallas                                                                 | Messico                                                                | 1 – 0                                                                  | El Salvador                                                            | Gold Cup 2021 - 1º turno                                               | -                                                                      | 66’                                                                    |
| 24-7-2021                                                              | Glendale                                                               | Messico                                                                | 3 – 0                                                                  | Honduras                                                               | Gold Cup 2021 - Quarti di finale                                       | 1                                                                      | 73’                                                                    |
| 30-7-2021                                                              | Houston                                                                | Messico                                                                | 2 – 1                                                                  | Canada                                                                 | Gold Cup 2021 - Semifinale                                             | -                                                                      | 61’                                                                    |
| 1-8-2021                                                               | Paradise                                                               | Stati Uniti                                                            | 1 – 0                                                                  | Messico                                                                | Gold Cup 2021 - Finale                                                 | -                                                                      | 76’                                                                    |
| 8-9-2021                                                               | Panama                                                                 | Panama                                                                 | 1 – 1                                                                  | Messico                                                                | Qual. Mondiali 2022                                                    | -                                                                      | 46’                                                                    |
| Totale                                                                 |                                                                        | Presenze                                                               | 58                                                                     |                                                                        | Reti                                                                   | 5                                                                      |                                                                        |

## Palmarès

### Club

#### Competizioni nazionali
- Supercoppa di Spagna: 4

Barcellona: 2009, 2010, 2011, 2013
- Campionato spagnolo: 3

Barcellona: 2009-2010, 2010-2011, 2012-2013
- Coppa di Spagna: 1

Barcellona: 2011-2012
- Campionato messicano: 3

America: Apertura 2023, Clausura 2024, Apertura 2024

#### Competizioni internazionali
- Supercoppa UEFA: 2

Barcellona: 2009, 2011
- Coppa del mondo per club: 2

Barcellona: 2009, 2011
- UEFA Champions League: 1

Barcellona: 2010-2011
- Campeones Cup: 1

América: 2024

### Nazionale
- Gold Cup: 2

2015, 2019